# (5927) 1938 HA
(5927) 1938 HA (1938 HA, 1989 OE) — астероїд головного поясу.
Тіссеранів параметр щодо Юпітера — 3.146.